# Wilhelm Koch (Manager, 1907)
Wilhelm Koch (* 1. November 1907; † 18. Januar 1992) war ein deutscher Manager.

## Leben
Koch war Diplom-Kaufmann. Zudem wurde er zum Doktor promoviert. Von 1953 bis 1973 war er Mitglied des Vorstands der Portland-Zementwerke Heidelberg AG. Er war Präsident der Industrie- und Handelskammer Heidelberg. Ab 1973 war er schließlich Co-Präsident der Industrie- und Handelskammer Rhein-Neckar, nachdem zum 1. Januar 1973 die Fusion der IHK Mannheim und IHK Heidelberg zur IHK Rhein-Neckar erfolgt war.
Von 1956 bis 1962 und von 1965 bis 1968 war er Mitglied des Heidelberger Gemeinderats.
Am 24. Juni 1976 wurde Koch mit 87 von 89 Stimmen vom Landtag von Baden-Württemberg zum stellvertretenden Richter in der Gruppe „ohne Befähigung zum Richteramt“ am Staatsgerichtshof für das Land Baden-Württemberg gewählt. Er amtierte bis 1985.

## Ehrungen und Auszeichnungen
- Großes Verdienstkreuz der Bundesrepublik Deutschland (1969)
- Große Verdienstmedaille der Industrie- und Handelskammer Rhein-Neckar in Gold[3]
- Ehrenpräsident der Industrie- und Handelskammer Rhein-Neckar[4]